# Polimiositis
La polimiositis (PM) (la "inflamació de molts músculs") és un tipus d'inflamació crònica dels músculs (miopatia inflamatòria) relacionada amb la dermatomiositis i la miositis per cossos d'inclusió.

## Signes i símptomes
Els símptomes inclouen dolor, debilitat i/o la pèrdua de massa muscular marcada en els músculs dels braços i les cames al cap, coll, tors i superior. Els extensors del maluc sovint són severament afectats, portant a especials dificultats per pujar escales i aixecar d'una posició asseguda. La disfàgia (dificultat per empassar) o altres problemes amb la motilitat esofàgica succeeixen en fins a l'1/3 dels pacients. Poden estar presents febreta i adenopaties perifèrica. La caiguda del peu en un o en tots dos pot ser un símptoma de la polimiositis avançada i per miositis per cossos d'inclusió. La polimiositis també s'associa amb la malaltia pulmonar intersticial.
La polimiositis pot representar un modest augment del risc de limfoma no hodgkinià i els càncers de pulmó i de bufeta.
La polimiositis tendeix a fer-se evident en l'edat adulta, es presenta amb debilitat muscular proximal bilateral sovint s'assenyalen les cuixes a manera de fatiga en caminar. De vegades, la debilitat es presenta com una incapacitat per aixecar-se d'una posició asseguda sense ajuda o la incapacitat d'elevar els braços per sobre del cap. La debilitat és generalment progressiva, s'acompanyada d'inflamació limfocítica (limfòcits T citotòxics, principalment).
La polimiositis, com la dermatomiositis, afecta a les dones amb més freqüència que els homes. L'afectació de la pell de la dermatomiositis està absent en la polimiositis.